# Историјско језгро Београда
Историјско језгро се налази у Београду, под заштитом је Завода за заштиту споменика културе града Београда. С обзиром да представља значајну историјску грађевину, проглашен је непокретним културним добром од изузетног значаја Републике Србије.

## Историја
Историјско језгро Београда поседује културно-историјске, урбанистичке, архитектонске, естетске, друштвене, социолошке и нематеријалне вредности. Остаци материјалне културе из античког и средњевековног периода потврђују њене културно-историјске вредности. Основна својства овог подручја представљају континуитет и очуваност уличне матрице и грађевинског фонда више од века. Изузетну карактеристику језгра чине блокови са ивичном изградњом, унутарблоковско зеленило, озелењени простори некадашњих садова и парк, док су се традиционално трговачке улице, јавни простори и блокови намењени становању задржали у неизмењеном облику до данас. У просторно културно-историјској целини се налази низ објеката који својим архитектонским карактеристикама указују на архитектонске и естетске вредности. Градитељско наслеђе припадношћу различитим временима изградње је обележено стилским карактеристикама које се везују за историјске стилове 19. и 20. века и на тај начин представљају галерију новије српске архитектуре изложене у јавном простору. С обзиром на то да је Историјско језгро Београда везано за значајне историјске догађаје и знамените личности престонице из области науке, књижевности, уметности, медицине, политике које су овде имале своје домове, као и да се у оквиру њега налазе значајне институције које су утицале на друштвени, културни и просветни развој Београда и Србије указују на друштвене вредности подручја. Укупна површина просторне културно-историјске целине износи 74 ha 70 а. Чине је укупно 67 блокова од којих су 62 изграђени грађевински блокови, два блока – Универзитетски парк (КП 806) и парк на Топличином венцу (КП 2058) представљају уређене зелене парковске површине, два блока – испред Дома војске (КП 2283) и у Улици Риге од Фере (КП 679) су формирана као сквер – мања парковски уређена зелена површина, а Трг Републике (КП 2346/1, 2347) као отворени градски простор. У оквиру просторне културно-историјске целине се налази укупно једно археолошко налазиште, 41 споменик културе и више непокретности које имају статус добра под претходном заштитом. У централни регистар је уписан 10. марта 2017. под бројем ПКИЦ 77, а у регистар Завода за заштиту споменика културе града Београда 27. фебруара 2017. под бројем ПКИЦ 10.